# Euchaetes scepsiformis
Euchaetes scepsiformis är en fjärilsart som beskrevs av Graef 1887. Euchaetes scepsiformis ingår i släktet Euchaetes och familjen björnspinnare. Inga underarter finns listade i Catalogue of Life.